# Greben (Gradišče v Tuhinju)
Greben, tudi Gora, je strmo 757 mnm visoko gozdno sleme nad Gradiščem v Tuhinju.
Na hribu, v katerega pobočju leži prazgodovinsko gradišče, stoji podružnična cerkev sv. Miklavža obdana z ostanki taborskega obzidja. Leta 1721 so gotski prezbiterij prezidali in ga zamenjali z baročnim, kateremu so dodali zakristijo. Cerkvi so 1727 prizidali zvonik in 1732 podalšali še ladjo.